# The Blue Danube (1932)
The Blue Danube (bra Danúbio Azul) é um filme de romance britânico de 1932 dirigido por Herbert Wilcox e estrelado por Brigitte Helm, Joseph Schildkraut e Desmond Jeans, com roteiro baseado num conto de Doris Zinkeisen.

## Sinopse
Cigano húngaro abandona sua namorada por uma condessa, mas logo começa a sofrer as consequências.